# Земляная, Наталия Николаевна
Наталия Николаевна Земляная (30 мая 1965, Ленинград) — российский художник-авангардист. Творчество Наталии Земляной относится к направлению петербургского структурализма и восходит к школе Аналитического искусства Павла Филонова. Член Товарищества «Свободная культура», Союза Художников России, Международной федерации художников IFA.
Живёт и работает в Санкт-Петербурге.

## Биография
Родилась в Ленинграде в 1965 году. Училась в детской художественной школе, где одним из её педагогов был Сергей Даниэль.
В 1985 году поступила в Ленинградское высшее художественно-промышленное училище имени В. И. Мухиной (ныне — Санкт-Петербургская государственная художественно-промышленная академия им. А. Л. Штиглица).
Занималась живописью в мастерских Александра Зайцева и Станислава Мосевича, представителей аналитического направления в живописи.
С 1989 года — участник творческой группы художников «Параллель», организованной Людмилой Куценко, которая оказала большое влияние на становление Наталии Земляной. Со студенческих лет Наталия начала активно выставляться. За годы участия в «Параллели» ей довелось экспонироваться вместе с такими художниками, как Мария Горохова, жена Льва Юдина и ученица Казимира Малевича, Людмила Куценко — ученица Евгении Магарил, Валентина Поварова. Все эти художники, в свою очередь наследуют традициям Малевича, Павла Филонова, Кузьмы Петрова-Водкина.
С 1991 года — Член Товарищества «Свободная культура».
В 1992 году состоялась первая персональная выставка Наталии Земляной в Гамбурге.
Всего с 1992 по 2021 годы у художницы прошло 16 персональных выставок, 7 из них — в музеях. Кроме того, она приняла участие в десятках групповых выставочных проектов.
С 2014 года — организатор и куратор ряда арт-проектов, выставок и фестивалей.
С 2015 — член Международной федерации художников IFA.

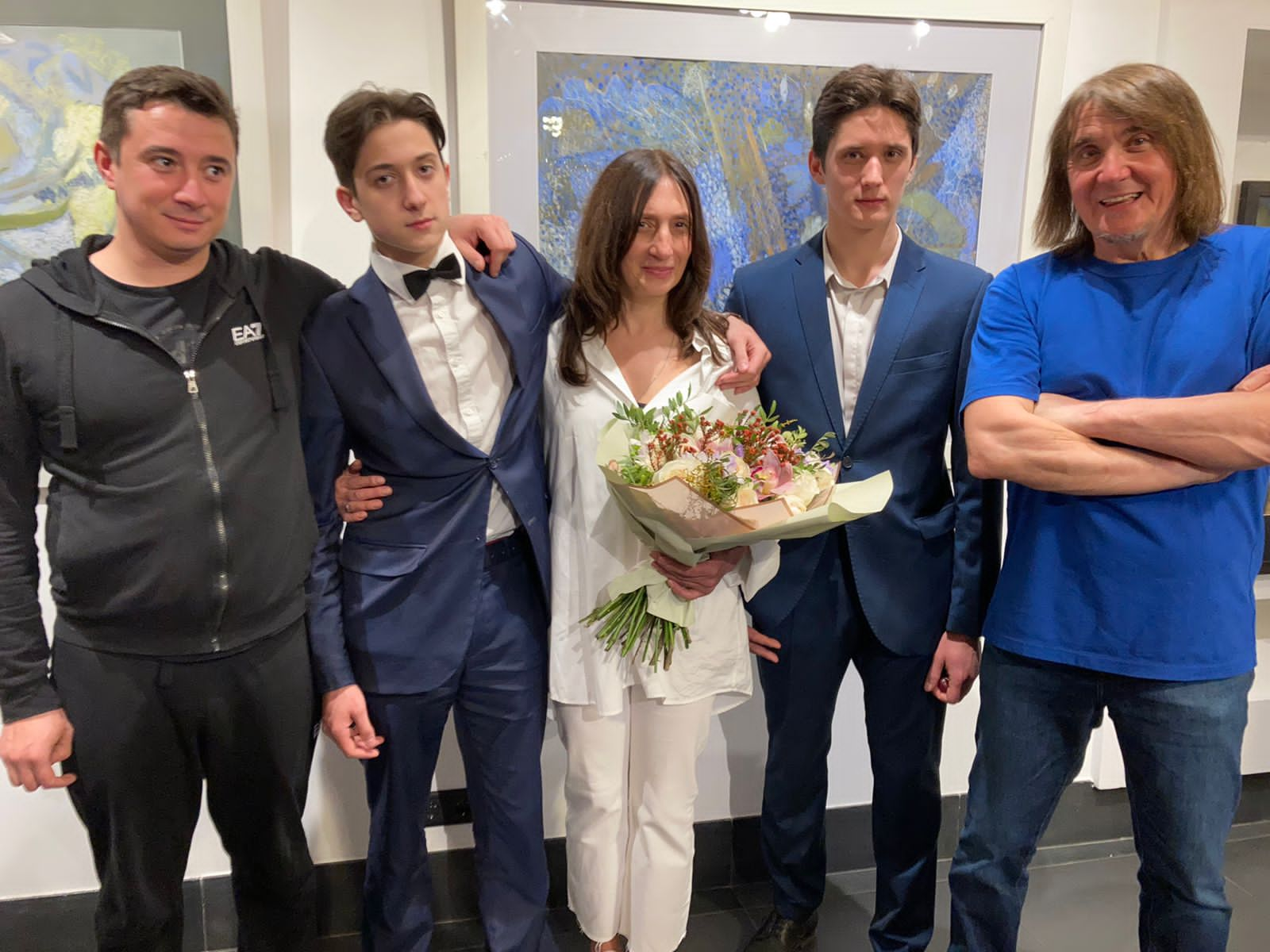
Наталия Земляная, Олег Шарр и сыновья на открытии выставки, 2021

С 2017 — член Союза художников России.
В 2018 году Наталия Земляная была удостоена «Шапочки Мастера» на https://kudago.com/spb/event/festival-master-klass-2018/ Международном фестивале искусств «Мастер класс» за продолжение развития традиций «Петербургского структурализма».
Работы Наталии Земляной находятся в коллекциях Научной библиотеки Русского музея, Библиотеки книжной графики МЦБС им. М. Ю. Лермонтова (Санкт-Петербург), Научная библиотека Эрмитажа, Национальной библиотеки России, Мурманского областного художественного музея, Мордовского республиканского музея изобразительных искусства им. С. Д. Эрьзи, Псково-Изборского музея-заповедника а также в частных собраниях в России, Финляндии, Германии, Швейцарии, Франции, Норвегии, Австралии, США, Канаде.

## Персональные выставки
- 1992 — галерея «Prospettive d’Art», Гамбург
- 1993 — Кировский художественный музей, ЦВЗ, Киров
- 1994 — галерея Филармонии джазовой музыки, Санкт-Петербург
- 1995 — театр Буфф, Санкт-Петербург
- 1996 — Дом Дружбы Народов, Санкт-Петербург
- 1997 — Музей истории города, Санкт-Петербург
- 2013 — «Вибрации Цвета», музей петербургского авангарда, Дом Михаила Матюшина, Санкт-Петербург
- 2015 — «Сотворение мира», Музей Анны Ахматовой в Фонтанном доме, Санкт-Петербур[10] г[11]
- 2015 — «РИТМЦВЕТ», галерея «Мастер», Санкт-Петербург
- 2017 — «Структурная Линия», музей Академии им. А. Л. Штиглица, Санкт-Петербург
- 2017 — «Структурная линия», Башмет-центр, Москва
- 2019 — «Цвет&Музыка», галерея «Fine Art», Винзавод, Москва
- 2019 — «Ангелы», Симонов монастырь, Москва
- 2020 — «Под открытым небом», Государственный музей-заповедник «Изборск»[12], Изборск
- 2021 — «СО-ТВОРЕНИЕ», Псково-Изборский объединённый музей-заповедник «Двор Постникова»[13], Псков
- 2021 — «Нереальное Реальное», галерея «VNUTRI», Санкт-Петербург
- 2022  — «Пьюти Фьют», галерея Jazz-Art «JFC Jazz Club», Санкт-Петербург
- 2023 — «Сотворение мира», Мраморный дворец Русского музея, Санкт-Петербург[14]

## Семья
Замужем за петербургским музыкантом Олегом Шарром (Шавкуновым), в семье четверо сыновей.